# Марина (Каліфорнія)
Марина (англ. Marina) — місто (англ. city) в США, в окрузі Монтерей штату Каліфорнія. Населення — 22 359 осіб (2020).

## Географія
Марина розташована за координатами 36°40′50″ пн. ш. 121°47′24″ зх. д. / 36.68056° пн. ш. 121.79000° зх. д. (36.680534, -121.790029).  За даними Бюро перепису населення США в 2010 році місто мало площу 25,29 км², з яких 23,01 км² — суходіл та 2,28 км² — водойми.

## Демографія
Згідно з переписом 2010 року, у місті мешкало 19 718 осіб у 6845 домогосподарствах у складі 4671 родини. Густота населення становила 780 осіб/км².  Було 7200 помешкань (285/км²).
Расовий склад населення:
| - 45,2 % — білих - 19,9 % — азіатів - 7,5 % — чорних або афроамериканців - 2,8 % — вихідців з тихоокеанських островів - 0,7 % — корінних американців - 13,9 % — осіб інших рас |

До двох чи більше рас належало 10,0 %. Частка іспаномовних становила 27,2 % від усіх жителів.
За віковим діапазоном населення розподілялося таким чином: 24,2 % — особи молодші 18 років, 64,4 % — особи у віці 18—64 років, 11,4 % — особи у віці 65 років та старші. Медіана віку мешканця становила 34,0 року. На 100 осіб жіночої статі у місті припадало 92,8 чоловіків;  на 100 жінок у віці від 18 років та старших — 88,5 чоловіків також старших 18 років.
Середній дохід на одне домашнє господарство  становив 69 270 доларів США (медіана — 54 193), а середній дохід на одну сім'ю — 78 135 доларів (медіана — 61 725). Медіана доходів становила 42 264 долари для чоловіків та 46 764 долари для жінок. За межею бідності перебувало 15,3 % осіб, у тому числі 13,8 % дітей у віці до 18 років та 13,9 % осіб у віці 65 років та старших.
Цивільне працевлаштоване населення становило 9605 осіб. Основні галузі зайнятості: освіта, охорона здоров'я та соціальна допомога — 26,0 %, мистецтво, розваги та відпочинок — 17,4 %, роздрібна торгівля — 10,4 %, науковці, спеціалісти, менеджери — 10,3 %.